# Thalpophila pallida
Thalpophila pallida är en fjärilsart som beskrevs av Hans Rebel. Thalpophila pallida ingår i släktet Thalpophila och familjen nattflyn. Inga underarter finns listade i Catalogue of Life.